# José Luis Chacón
José Luis Chacón Chávez, né le 6 novembre 1971 à Callao au Pérou, est un footballeur international péruvien qui évoluait au poste de défenseur.

## Biographie

### Carrière en sélection
Avec l'équipe du Pérou, il joue trois matchs (pour aucun but inscrit) en 1999.
Il figure dans le groupe des sélectionnés lors des Copa América de 1997 – où le Pérou atteint la 4e place – et 1999.

## Palmarès
Universidad San Martín
- Championnat du Pérou (1) :
  - Champion : 2007.